# Альфаро живий, дідько забирай!
Альфаро живий, дідько забирай! (ісп. Fuerzas Armadas Populares Eloy Alfaro – Alfaro Vive ¡Carajo!, AVC) — еквадорська марксистська ультраліва організація міських повстанців, створена 1983 року у місті Есмеральдас. Назву отримала на честь національного героя Еквадору Елоя Альфаро. Збройну боротьбу припинила після укладення з новим соціал-демократичним урядом Родріго Борхи мирної угоди 1988, а 1992 року стала легальною політичною партією.

## Історія
Основною своєю метою організація вважала боротьбу з центристським урядом Леона Фебреса Кордеро за розвиток у країні демократії, соціальної справедливості й незалежної національної економіки.
Першою акцією для приваблення уваги AVC обрало напад на музей і викрадення мечів Елоя Альфаро 11 серпня 1983 року. Вона здійснювала повстансько-терористичну діяльність. У 1986-1987 рр. AVC провела кілька викрадень, пограбувала банки і фабрику, захопила кілька радіостанцій для передачі свого маніфесту і вбила чотирьох поліцейських, коли звільнила члена групи з-під варти.
1987 більшість членів організації були або заарештовані урядом. У жовтні 1986 року у Панамі агенти режиму Нор'єги схопили й передали еквадорським спецслужбам керівника та ідеолога AVC Артуро Харріна, 26 жовтня того ж року загиблого в Еквадорі під тортурами. Ті події нині розслідує спеціальна комісія, створена урядом Рафаеля Корреа.

## Зарубіжні контакти
Деякі лідери AVC звинувачувалися в зв'язках з урядами Куби та Нікарагуа. За даними еквадорської поліції, члени групи проходили навчання в Лівії.
Організація також взаємодіяла і з колумбійським Рухом 19 квітня (М-19) й перуанським Революційним рухом імені Тупак Амару. Члени AVC пройшли навчання в Колумбії членами М-19. Крім того, вони брали участь у військових операціях, які проводили колумбійські повстанці.